# Esténos
Esténos este o comună în departamentul Haute-Garonne din sudul Franței. În 2009 avea o populație de 179 de locuitori.

## Evoluția populației
| An        | 1975 | 1982 | 1990 | 1999 | 2006 | 2009 |
| --------- | ---- | ---- | ---- | ---- | ---- | ---- |
| Populație | 228  | 193  | 175  | 167  | 184  | 179  |